# Coleco Adam
Coleco Adam — 8-разрядный домашний компьютер, а также расширение для игровой приставки ColecoVision. Выпускался в 1983 году американской компанией Coleco.
Выпуск Adam был попыткой закрепить успех, достигнутый благодаря выходу консоли ColecoVision.
Но Adam не стал особенно успешным, частично из-за проблем, возникших перед его выпуском.
В итоге, Adam был заброшен в начале 1985 года.

## История
Coleco анонсировала Adam на Consumer Electronics Show в июне 1983 года.
Компания решила показать на выставке конверсию игры Donkey Kong с ColecoVision на Adam. Nintendo была в процессе переговоров по сделке с Atari по лицензированию их Famicom для распространения за пределами Японии, и окончательное подписание документов должно было произойти на выставке.
Atari имела эксклюзивные права на Donkey Kong для домашних компьютеров, Coleco располагала эксклюзивными правами на игру на игровых приставках, но когда представители Atari увидели демонстрацию игры на компьютере, они отложили сделку с Nintendo. Coleco вынуждена была согласиться не продавать Donkey Kong для Adam. В конце концов, сделка Atari/Nintendo так и не состоялась, поскольку директор Atari Рэй Кассар был уволен уже на следующий месяц, и в результате Nintendo решила распространять приставку сама.
Менеджмент предполагал продажи в 500 тысяч экземпляров в рождественский сезон 1983 года. От анонса до выпуска цена увеличилась от 599 до 750 долларов.
После анонса были получены довольно неплохие отзывы прессы.
В июне компания обещала начать поставки компьютера в августе. В августе Coleco обещала поставить пол-миллиона компьютеров Adam к Рождеству, но даты поставки всё смещались: 1 сентября, 15 сентября, 1 октября, 15 октября. Каждый месяц задержки означал потерю возможных продаж в 100 тысяч экземпляров.
В декабре Coleco поставила только 95 тысяч машин, и многие пользователи жаловались на дефекты.
В марте 1984 журнал Compute! одобрил богатую комплектацию Adam и назвал клавиатуру «впечатляющей», но также процитировал широко распространённые сообщения о технических проблемах.
Адам получил несколько положительных отзывов в отношении качественной клавиатуры и принтера, а также конкурентоспособной графики и звука.
Интерпретатор BASIC — SmartBASIC — был в основном совместим с Applesoft BASIC, благодаря чему многие программы из компьютерных книг и журналов можно было набрать и успешно запускать на Adam, почти не внося изменений.
Несмотря на достоинства, продажи были слабыми, особенно после того как технические недостатки стали очевидными.
2 января 1985 года Coleco, после продолжающихся жалоб и при падающих продажах, объявили что останавливают производство Adam и распродают оборудование.

## Технические характеристики

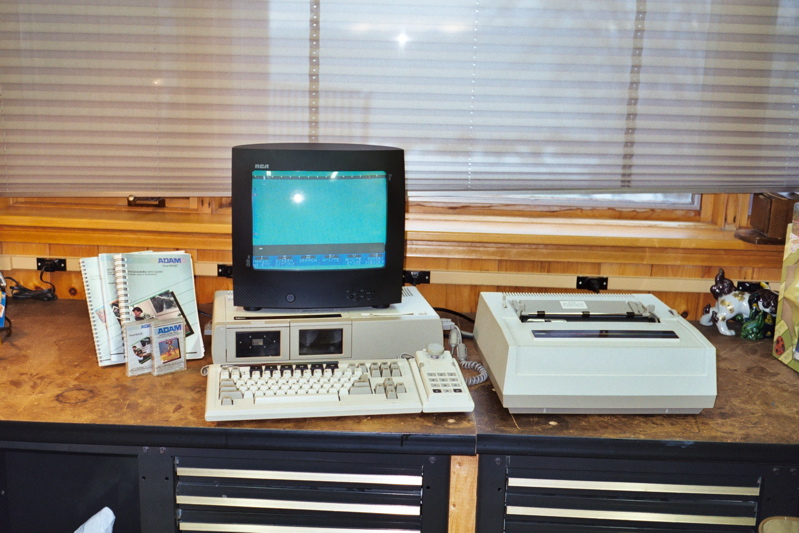
Coleco Adam, в режиме текстового процессора

- Процессор: Zilog Z80[5] на частоте 3,58 МГц
- Сопроцессоры: три процессора Motorola 6801 на частоте 1 МГц (память и ввод/вывод, работа с лентой, клавиатура)
- Память: 80 КБ ОЗУ, 16 КБ видео-ОЗУ; 32 КБ ПЗУ
- Расширение: 3 внутренних слота, 1 слот картриджа, и полудуплексная последовательная шина данных AdamNet со скоростью передачи 62,5 Кбит/сек. Adam в виде отдельного компьютера также имеет внешний порт расширения, такой же как у ColecoVision на правой стороне.
- Долговременное хранилище: цифровая кассета Digital Data Pack, 256 КБ
- Графика: Texas Instruments TMS9928A (близкий аналог TMS9918, используемый в TI-99/4A)
  - разрешение 256 × 192
  - 32 спрайта
- Звук: Texas Instruments SN76489AN (a rebranded version of the TMS9919 in the TI-99/4A)
  - 3 голоса + генератор белого шума
- Клавиатура: полноходовая, 75 клавиш

## Программное обеспечение
Сильной стороной Adam была библиотека программного обеспечения, доступная с самого начала, благодаря программной и аппаратной совместимости с ColecoVision. Кроме того, опционально была доступна популярная операционная система CP/M.
В отличие от большинства домашних компьютеров того времени, Adam не имел встроенного языка BASIC в ПЗУ.
Вместо этого, ПЗУ содержало:
- Режим «электронной печатной машинки»
- Текстовый процессор SmartWriter
- Elementary Operating System (EOS)
- Операционную систему OS-7 от ColecoVision

Интерпретатор SmartBASIC поставлялся на цифровой кассете.
Выпущенные игры:
- около 20 игр на картриджах, выпущенных специально для Adam
- около 20 игр «унаследованных» от ColecoVision
- несколько игр на гибких дисках

## Проблемы и недостатки
- При включении Adam генерирует электромагнитный всплеск, который может привести к потере информации на носителе, который находится в приводе или возле него[3]. Но что ещё хуже, раннее руководство по эксплуатации Adam указывало что кассета должна быть вставлена в привод до включения компьютера.
- При разработке Adam было принято необычное техническое решение — вся система была запитана от блока питания принтера. Поэтому компьютер занимал много места на столе. Также, если принтер был сломан или отсутствовал, то компьютер не работал.
- Привод Digital Data Pack был быстрее, и его кассеты были вместительнее, по сравнению с обычным бытовым кассетным магнитофоном, но этот носитель был менее надёжен и более медлителен в сравнении с гибкими дисками. В то время когда Adam проектировался, основным носителем была аудиокассета, но ко времени его выхода на рынок цены на приводы гибких дисков значительно снизились.